# 馬太

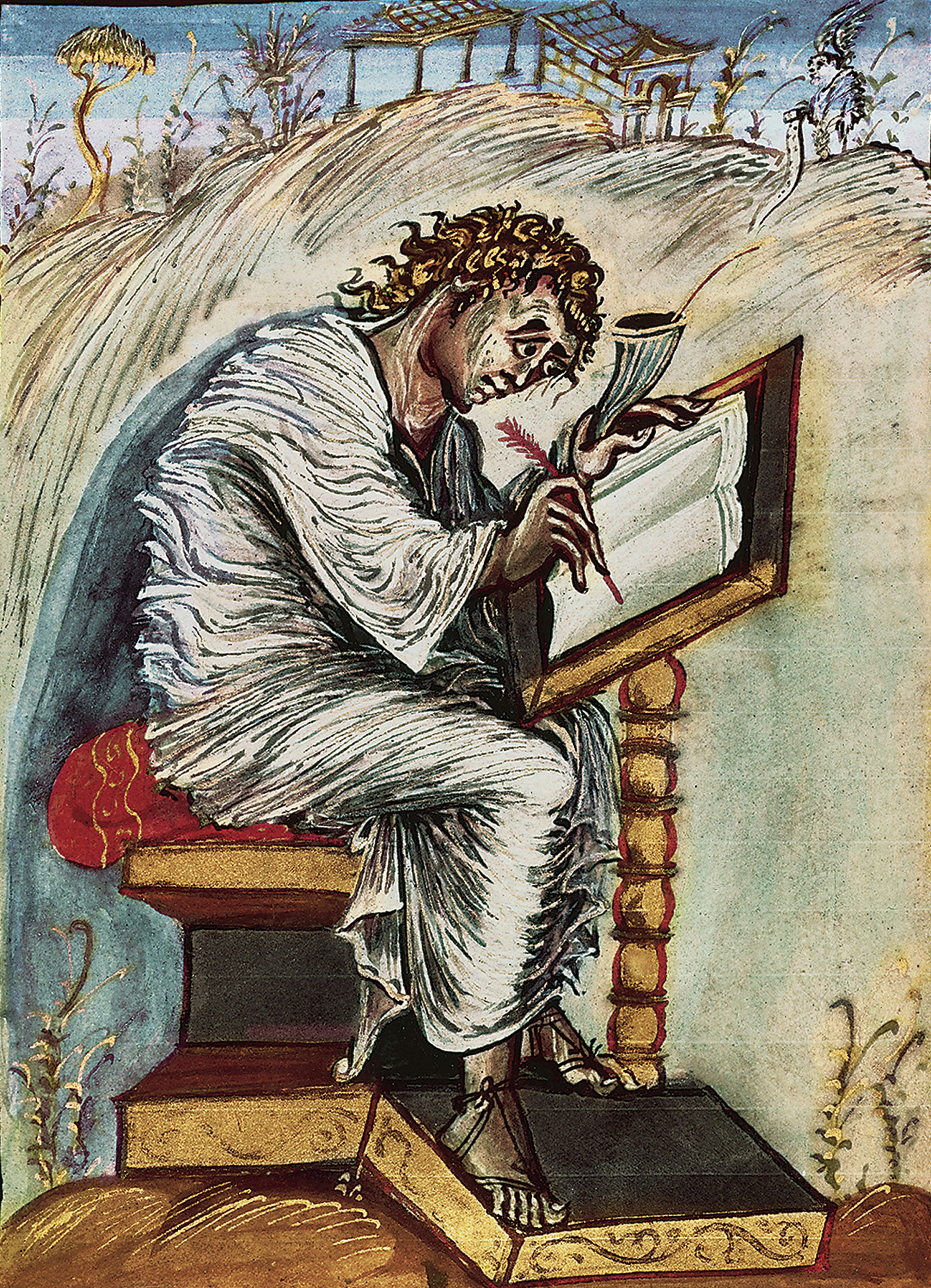
馬太

馬太（希伯來語：מַתִּתְיָהוּ，Mattityahu 或，Mattay，Matthaios）意为“耶和華的禮物”，天主教譯為瑪竇，東正教譯為瑪爾泰，唐朝景教譯為明泰法王，耶稣的十二使徒之一、四个传福音者之一。傳統相信他是《新约》中《馬太福音》的作者。在跟從耶穌之前，原任羅馬帝國猶太行省的稅吏長。
《路加福音》記載耶穌呼召他的時候他大擺宴席招待耶穌和門徒。 最後提到他是《使徒行傳》。他是非正典《多馬福音》提到的少數門徒之一，顯示他在早期教會地位。傳說他在耶穌升天後四處傳道一直到埃塞俄比亞最後殉道。有關細節並不清晰。有些說他在埃塞俄比亞殉道，但另一些說在帕提亞的希拉波利斯。

## 歷史
在新約中，關於馬太的記錄很少。他是耶穌的十二使徒之一，《馬可福音》與《路加福音》只稱他為馬太，《馬太福音》則稱他是稅吏馬太。
《馬可福音》與《路加福音》中出現了一位稅吏，名叫亞勒腓的兒子利未。耶穌在迦百農傳教時認識他，是一名稅吏，為希律·安提帕斯服務。耶穌在他的家中吃喝與傳教，被法利賽人責備，耶穌則回答：他來是為了召罪人，而不是為了召義人。《馬太福音》在類似段落中，稱他為馬太。傳統上認為這三個段落說的是同一個人，這位稅吏，名叫馬太，也就是亞勒腓的兒子利未。這位稅吏，也就是十二使徒中的馬太。
《約翰福音》中則從來沒有提過馬太。

## 早年生活
马太于公元1世纪左右出生在加利利。他父亲是亞勒腓。在罗马帝国占领时期，马太是加利利分封王希律·安提帕斯手下向希伯来人征税的官员。他在迦百农办公，这个地方富裕的犹太人被鄙视、排斥。这一期间，马太作为税务官员，大量使用了阿拉姆语。
正是在这个今天以色列的阿尔玛戈尔附近的地方，耶稣召唤马太作为十二使徒之一。在耶稣召唤之后，马太在家里为耶稣举行了一个宴会。法利赛人批评耶稣与征税官这样的罪人一起用餐。这使耶稣回答说：“我来这里不是为了召義人，而是召罪人。”

## 传道
在新约中，马太的传道也比较复杂。他常常和多马一起出现。作为耶稣的门徒，他见证了基督的复活和升天。之后，马太和玛利亚、雅各和其他主的追随者，撤回到了耶路撒冷。大约是在这个时候，雅各继承耶稣作为耶路撒冷的教会领袖。
他们继续留在耶路撒冷附近，并宣称耶稣是圣若瑟之子、被预言为弥赛亚。这些早期的犹太基督教被称作“拿撒勒派”。马太据称属于这个派别，鉴于新约和早期的《塔木德》都强调这确实属实。
马太连续15年在猶太行省的犹太人群传播福音。在他的传道后期，可能是追随耶稣的大使命，他到过一些异教国家，并在尼罗河上游、马其顿、波斯和帕提亚等地区传教。罗马公教会和正教会都承认马太最终殉道的事实。

## 纪念
马太被天主教、东正教、路德宗和圣公会视为圣徒。他的纪念节日（Feast Festival）在天主教和新教被定在9月21日，在东正教被定在11月16日（儒略历的11月16日相当于现在公历的11月29日）。同时，他也和其他使徒一起在6月30日（公历的7月13日）的敬拜集会上被人们纪念。他的遗体据说保存在意大利的萨莱诺萨莱诺主教座堂内。

## 艺术
[[File:Calling-of-st-matthew.jpg|thumb|卡拉瓦乔创作的油画《圣马太蒙召》（{{lang|en||《圣马太的召唤》]]

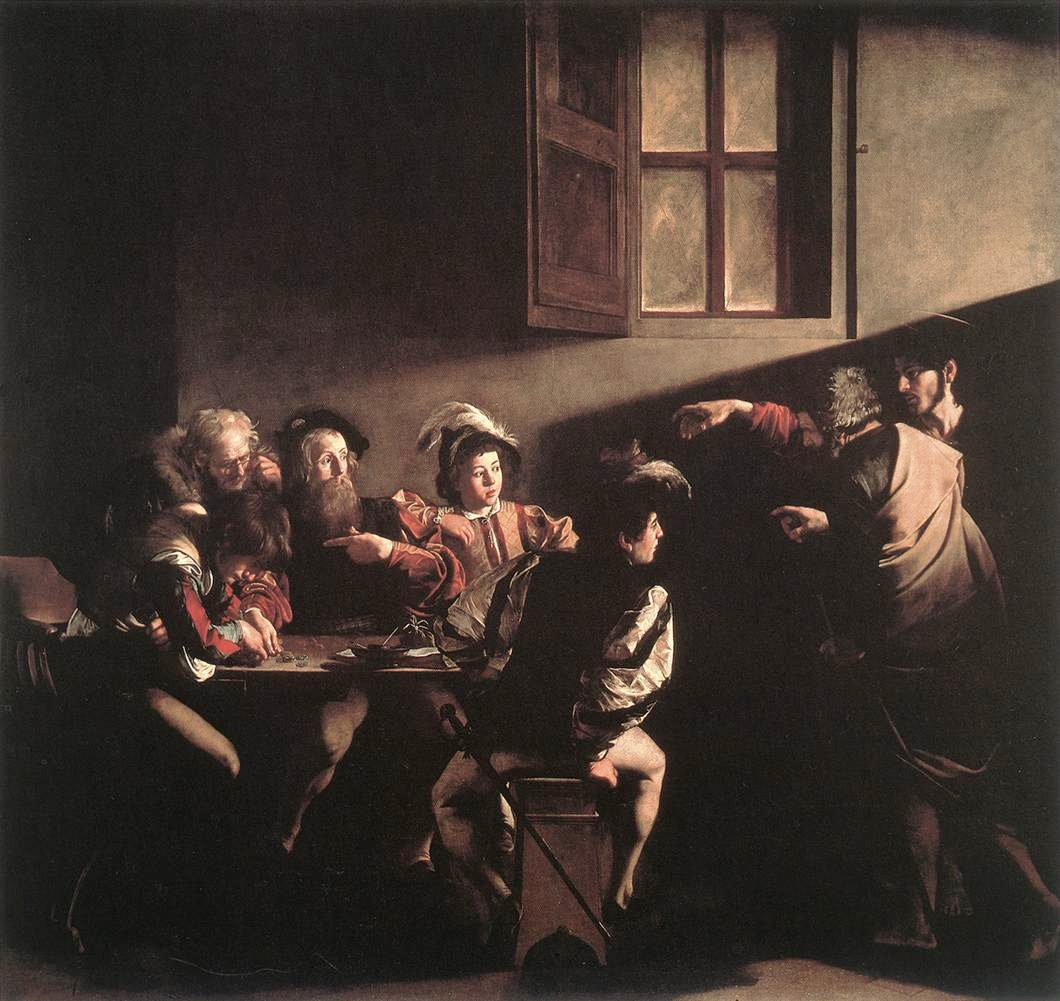
卡拉瓦乔创作的油画《圣马太蒙召》（lang|en||《圣马太的召唤》

像其他的传福音者一样，在基督教艺术中，马太常常被描述成常常与启示录中四个创造的生物的其中一个相伴。在他身边常常是一个带有翅膀的人。罗马圣王路易堂中由卡拉瓦乔创作的表现税务官马太被耶稣召唤的绘画，是西方艺术的里程碑之一。